# Ion Antonescu
Ion Victor Antonescu (15. června 1882, Pitești – 1. června 1946, věznice Jilava) byl rumunský diktátor, generál a politik. Během druhé světové války byl od 4. září 1940 do 23. srpna 1944 ministerský předseda a conducător (vůdce) Rumunska.

## Život, vláda a kariéra
Během první světové války byl důstojníkem v rumunské armádě. Po válce zastával důležité diplomatické posty, když působil jako vojenský přidělenec v Paříži a později v Londýně. Poté se stal v roce 1933 náčelníkem generálního štábu a v roce 1934 rumunským ministrem obrany.
Roku 1938 nastolil král Karel II. osobní diktaturu a Antonesca suspendoval pro jeho vazby na fašistickou Železnou gardu. Avšak už v roce 1940 se Antonescu se Železnou gardou chopili moci. Stalo se tak po krizi z června až září toho roku, během níž si spojenci Německa a Sovětský svaz přivlastnili velké části rumunského území a král Karel II. abdikoval.
Když byl Antonescu v září 1940 jmenován premiérem, vtáhl tím i Železnou gardu do vlády. Jeho prvním krokem bylo pozvání německé vojenské mise, což umožnilo Wehrmachtu dostat pod kontrolu strategicky důležitá ropná pole v Ploješti a vytvořit z Rumunska nástupiště k invazi do SSSR. Antonescu 23. listopadu 1940 podepsal připojení Rumunska k Paktu tří a později vyhlásil válku Sovětskému svazu. Jako hlava státu se musel smířit s faktem, že Maďarsko získalo většinu území, které Rumunsko získalo roku 1918 a to díky podpoře Třetí říše. Už vzhledem k tomu se rozhodl opřít svou zahraniční politiku o spojenectví s Němci a na rozdíl od Horthyho přijal radikální antisemitskou politiku nacistů, což se projevilo během bojů na východní frontě, kde rumunská armáda ochotně asistovala SS při protižidovských raziích a posílala židovské obyvatelstvo do koncentračních táborů v Německu.
Ještě před Antonescovým nástupem v květnu 1940 podepsalo do té doby neutrální Rumunsko s Německem Pakt Ropa-Zbraně.
Během bojů na východní frontě se Rumunsko angažovalo ze všech německých spojenců nejvíce a to jak na frontě, tak i během bojových operací v Černém moři. Rumunsko rovněž vyslalo největší letecký kontingent. Tím získalo zpět Sověty okupovanou Bessarábii a jako kompenzaci i oblast Podněstří včetně strategicky důležitého přístavu Oděsa. Tento úspěch však byl vykoupen velkými ztrátami jak živé síly, tak i bojové techniky, které se díky německé neochotě nedařilo nahradit. Porážka v bitvě u Stalingradu podlomila bojeschopnost rumunské armády a otřásla Antonescovým postavením.
Dne 23. srpna 1944 byl zatčen a v roce 1946 byl odsouzen k smrti zastřelením. Dne 1. června 1946 byl ve věznici Jilava popraven.